# 1690 Mayrhofer
1690 Mayrhofer è un asteroide della fascia principale del diametro medio di circa 31,71 km. Scoperto nel 1948, presenta un'orbita caratterizzata da un semiasse maggiore pari a 3,0397066 UA e da un'eccentricità di 0,0964324, inclinata di 13,04476° rispetto all'eclittica.
L'asteroide è dedicato all'astronomo austriaco Karl Mayrhofer, celebre per il suo calcolo delle orbite di asteroidi.